# Frutos Saavedra Meneses
Frutos Saavedra Meneses (Ferrol, 25 d'octubre de 1823 - Madrid, 23 d'octubre de 1868) va ser un polític, científic i militar gallec. Era fill d'Antonio Saavedra, hisendat de Pontedeume i María Candelaria Meneses. Home de vasta cultura, viatjà per França, Alemanya, Bèlgica, Països Baixos i Gran Bretanya.

## Biografia
En 1838 ingressà en l'Acadèmia d'Artilleria de Segòvia, en la que n'arribà a ser professor. Participà en la Guerra d'Àfrica i arribà al grau de coronel. Fou condecorat amb la Creu Llorejada de Sant Ferran, amb la de comanador ordinari de l'Orde de Carles III i de l'Orde de Sant Hermenegild.
També va tenir una prestigiosa carrera científica entre la comunitat geodèsica nacional i internacional. Va formar part de la Comissió per al Mapa d'Espanya, des de la seva creació en 1853 representant al cos d'Artilleria. Pel seu treball en la Comissió dissenyà, juntament amb el seu amic i militar Carlos Ibáñez de Ibero, un dispositiu de mesura, construït en alguns tallers de prestigi de París, que més tard es va utilitzar per als mesuraments de la base central de la xarxa geodèsica espanyola. Aquest treball, innovador i únic en el seu temps, va donar als dos científics una gran projecció internacional, com ho demostra el fet que s'ha traduït al francès el treball d'ambdós Experiencias verificadas con el aparato de bases sobre l'ús del seu aparell.
Les seves publicacions van fer que fou nomenat acadèmic de la Reial Acadèmia de Ciències Exactes, Físiques i Naturals en 1862, perorant en el seu discurs inaugural Progresos de la Geodesia que repassa la història de la ciència; i acadèmic de la Reial Acadèmia Espanyola en 1867, però no hi va poder llegir el seu discurs d'ingrés a causa de la mort prematura. També va ser membre d'algunes societats científiques estrangeres com la Societat Geogràfica de París i la Societat Meteorològica de França.
Políticament va militar a la Unió Liberal, partit amb el qual fou elegit diputat pel districte electoral de Pontedeume en 1860, substituint ao dimitit Joaquín Peralta Pérez de Salcedo. Va romandre en el seu escó durant quatre legislatures fins al 1866. El 16 de març de 1864 fou nomenat Director General d'Obres Públiques.
Destacà per reclamar insistentment la construcció del ferrocarril Palència-la Corunya, motiu pel qual el consistori de Corunya el va nomenar fill adoptiu. Gràcies a les seves gestions es va instal·lar a Pontedeume una estació telegràfica i es va procedir a la construcció de la carretera de Seixo. A ell es deu també la construcció de dos molls a Ares, Mugardos, O Seixo i Pontedeume. En reconeixement de la seva tasca per la comarca alguns municipis li van dedicar carrers: el de Pontedeume li dedicà un carrer el 1911 i el mateix va fer Ferrol el mateix any, encara que posteriorment canvià el nom per l'actual de rúa María. Betanzos i Ares també conserven el nom del polític en sengles carrers.

## Obres
La majoria dels seus treballs són del camp de la geodèsia, si bé també va escriure sobre temes militars.
- Memoria sobre la fabricación en distintos países de las armas de fuego portátiles, en col·laboració amb Francisco Elorza (1846).
- Curso de fortificación de campaña (1851).
- Descripción de algunos instrumentos de Geodesia y Topografía (1853).
- Apuntes para la historia de los sucesos de Julio de 1854.
- Progresos de la Geodesia (1862).
- Estudio de Fortificación (1864), utilitzat com a llibre de text a les acadèmies militars.
- Base de Madridejos. Base Central de la triangulación geodésica de España (1865).